# Bernard Vernier-Palliez
Bernard Vernier-Palliez, né le 2 mars 1918 à Tours et mort le 12 décembre 1999 à Paris, est un haut fonctionnaire, chef d'entreprise et diplomate français.

## Biographie
Diplômé d'HEC et de Sciences-Po, il participe à la Résistance.
Il entre à la Régie Renault au lendemain de la Seconde Guerre mondiale et gravit régulièrement les échelons. Secrétaire général au début des années 1970, il est aussi le directeur général de la Saviem, la filiale poids lourds de Renault. C'est à ce titre que Vernier-Palliez organise la fusion des activités de la Saviem et de Berliet après le rachat de celui-ci par la Régie. En 1975, il est nommé président-directeur général de Renault avec pour lourde tâche la succession d'un des plus grands « patrons » de l'histoire de la Régie, Pierre Dreyfus.
Vernier-Palliez occupe ce poste à connotation éminemment politique jusqu'à fin 1981 où il est remplacé par Bernard Hanon peu après l'élection de François Mitterrand à la présidence de la République et l'arrivée au pouvoir de la gauche. Il est nommé ambassadeur de France aux États-Unis en 1982, fonction qu'il conserve jusqu'en 1984. Il est enfin président du Mondial de l'automobile de 1988 à 1998.

## Bilan
Le bilan de Bernard Vernier-Palliez à la tête de Renault est mitigé. Au rang des succès, l'on peut compter la grande réussite du constructeur en compétition. Les projets lancés par Dreyfus et énergiquement poursuivis par Vernier-Palliez trouvent leur apogée avec une victoire aux 24 Heures du Mans 1978 et surtout la première victoire en Formule 1 au Grand Prix de France 1979. Ce succès sans précédent d'un pilote français (Jean-Pierre Jabouille) sur une monoplace 100% Renault, équipée d'un révolutionnaire moteur turbocompressé de 1 500 cm3, confère à l'entreprise une réputation mondiale d'avance technologique. Bernard Vernier-Palliez saura étendre celle-ci à la grande série grâce à de nombreux modèles turbocompressés à connotation sportive : Renault 18 et Fuego turbo, plus tard Renault 11 et 5 Alpine turbo, et surtout la légendaire Renault 5 Turbo à moteur central arrière.
La montée en gamme réussie de la très populaire Renault 5 avec des modèles de plus en plus puissants (LS/TS, Alpine, TX, Alpine Turbo) est aussi à porter au crédit de Vernier-Palliez. Il en va de même pour les « corrections de tir » rapides sur les R18 et R20 après des lancements en demi-teinte, le renforcement du partenariat avec Volvo (fourniture de moteurs, accord de service après-vente, collaboration dans le poids lourd), la généralisation rapide à la gamme (R18, Fuego, R20/R30) du premier (et excellent) diesel turbocompressé de l'histoire de Renault, le lancement des très réussis utilitaires Trafic et Master qui font mieux que remplacer la célèbre Estafette, et le développement heureux de la gamme poids lourd « R » d'origine Berliet qui fera de ceux-ci une vision incontournable sur les routes de France pendant près de vingt ans. Renault se retrouvera ainsi premier en Europe au niveau des ventes en 1979/1980.
À plus long terme, plusieurs projets lancés et définis sous la présidence de Vernier-Palliez et commercialisés sous ses successeurs contribueront à la survie de Renault pendant la grave crise du milieu des années 1980. Les Renault 9 et 11, sorties en 1981 et 1982 pour remplacer l'infortunée 14, rencontreront un franc succès en Europe et même, brièvement, aux États-Unis. La Renault 25, sortie en 1983, relancera complètement Renault en haut de gamme en France et n'échouera à en faire autant en Europe que par de gros soucis de qualité de fabrication. Le moteur F, présenté en 1982 sur les R9 et R11, sera décliné en une série d'excellentes versions à travers la gamme jusqu'à la fin des années 2000. La création de Renix, filiale à 50% de Renault et Bendix pour l'injection électronique, conférera au constructeur une expertise propre en contrôle moteur qui le démarque encore aujourd'hui de nombreux concurrents. Les études de deux autres excellents produits, les Supercinq et 21, seront lancées par Vernier-Palliez mais iront à terme sous l'influence décisive de ses successeurs, Bernard Hanon et Georges Besse.
Au rayon des déceptions, les derniers produits définis sous Pierre Dreyfus mais lancés par Bernard Vernier-Palliez ne rencontreront pas le succès de leurs prédécesseurs. La Renault 30, ambitieux haut de gamme à moteur V6 commercialisé en 1975, échouera à faire accepter la carrosserie cinq portes dans ce segment de marché. Son dérivé en gamme moyenne haute, la Renault 20, souffrira à son lancement en 1976 d'une sous-motorisation qui ne sera corrigée que fin 1977 avec la 20 TS 2 litres et pénalisera les ventes. La Renault 18, sortie en 1978 en gamme moyenne basse sous le slogan Une exigence internationale, s'avèrera dépassée dès l'origine par une Peugeot 305 techniquement plus moderne et esthétiquement plus attrayante. Dans ce même segment, la Renault 14 présentée en 1976 sera un net échec en raison d'une esthétique pataude desservie de surcroît par une campagne de publicité désastreuse (la « poire »). Les modèles de loisirs Rodéo 4 et 6 échoueront à concurrencer la Citroën Méhari. Première voiture conçue entièrement sous la direction de Vernier-Palliez, le coupé Fuego, sorti en 1980, ne percera pas face à la concurrence italienne ou allemande et ne durera que cinq petites années sur le marché.
Dans le même temps, les grèves à répétition liées à la crise économique de la fin des années 1970 commencent à influer négativement sur la qualité d'assemblage des voitures. L'image de fragilité des Renault face à une concurrence allemande en net gain de qualité est accentuée par les soucis de corrosion précoce de plusieurs modèles (R16, R5). Ce problème commun à d'autres marques européennes ne sera corrigé qu'en 1980 avec des investissements lourds dans un nouveau traitement des aciers par cataphorèse.
L'offensive de Renault sur le marché américain en 1979, avec la prise de contrôle d'American Motors Corporation, le quatrième constructeur de voitures particulières aux États-Unis, et l'entrée au capital de Mack Trucks, un des principaux constructeurs de poids lourds, est plus difficile à juger. Si la grave crise vécue par Renault en 1985 conduira les successeurs de Bernard Vernier-Palliez à vendre AMC à Chrysler et quitter le marché nord-américain en 1987, il est permis de penser que l'intention stratégique était bonne, à une époque où Allemands et Japonais cherchaient eux aussi à s'établir sur le premier marché automobile du monde.